# Monique Riesterer
Monique Riesterer-Ludwigs (Rheinfelden, 6 de diciembre de 1971) es una deportista alemana que compitió en halterofilia.
Ganó seis medallas en el Campeonato Europeo de Halterofilia entre los años 1992 y 2000. Participó en los Juegos Olímpicos de Sídney 2000, ocupando el sexto lugar en la categoría de +75 kg.

## Palmarés internacional
| Campeonato Europeo | Campeonato Europeo      | Campeonato Europeo | Campeonato Europeo |
| Año                | Lugar                   | Medalla            | Categoría          |
| ------------------ | ----------------------- | ------------------ | ------------------ |
| 1992               | Loures (Portugal)       | Medalla de plata   | 82,5 kg            |
| 1995               | Beer Sheva (Israel)     | Medalla de plata   | 83 kg              |
| 1996               | Praga (República Checa) | Medalla de plata   | 83 kg              |
| 1997               | Sevilla (España)        | Medalla de bronce  | 83 kg              |
| 1998               | Riesa (Alemania)        | Medalla de oro     | +75 kg             |
| 2000               | Sofía (Bulgaria)        | Medalla de plata   | +75 kg             |